# Bahía Onelli
La bahía Onelli es una bahía del lago Argentino, provincia de Santa Cruz, Argentina, dentro del parque nacional Los Glaciares. Está conformada por un bosque patagónico y desemboca en ella un afluente del lago Onelli, en el cual desembocan los glaciares Onelli, Agassiz, Bolados y Heim.
Sólo se puede acceder a la bahía navegando en barco desde Puerto Bandera, en El Calafate, visitando los Campos de Hielo Sur, pasando también por el glaciar Spegazzini y el glaciar Upsala.
El bosque austral de la bahía presenta ejemplares de ñires, canelos y lengas, árboles propios de la Patagonia. Antiguamente, el lugar se conocía como Puerto de las Vacas, debido a la población de vacas salvajes que habita la bahía. También pueden encontrarse cóndores sobrevolando las montañas que bordean el lago Argentino.